# Богатите също плачат (теленовела, 2022)
Богатите също плачат (на испански: Los ricos también lloran) е мексиканска теленовела, продуцирана от W Studios за ТелевисаУнивисион през 2022 г. Версията, написана от Естер Фелдман и Роса Саласар Аренас, е римейк на едноименната мексиканска теленовела от 1979 г., адаптирана от Мария Саратини, Валерия Филипс и Карлос Ромеро, която е базирана на оригиналната история от Инес Родена. Това е четвъртата теленовела от антологията Фабрика за мечти, която пресъздава големите мексикански теленовели, създадени между 80-те години на XX в. и първите години на XXI в.
В главните роли са Клаудия Мартин и Себастиан Рули, а в отрицателните – Фабиола Гуахардо, Асела Робинсън и Виктор Гонсалес. Специално участие вземат Серхио Рейносо, Енри Сака, Далила Поланко и Гилермо Гарсия Канту.

## Сюжет
Мариана е смирена и смела млада жена, която, след като е останала безпомощна и самотна, чрез обратите на съдбата, пристига в живота на богатото семейство Салватиера. Тя е приютена от дон Алберто, главата на семейството и един от влиятелните бизнесмени в Мексико, който, след като вижда положението, в което е изпаднала младата жена, решава да отвори вратите на дома си, за да ѝ помогне. В дома на Салватиера Мариана се запознава с Луис Алберто, един от синовете на дон Алберто и един от най-желаните ергени в страната. Освен че е привлечен от качествата, които притежава Мариана, Луис Алберто открива в нейно лице истинската и искрена любов. Мариана и Луис Алберто ще покажат, че връзката им може да разруши бариерата на социалните предразсъдъци, особено когато става въпрос за любовта между млада жена от квартала и мъж, роден в златна люлка, но по същия начин, трагедиите и смъртта ще присъстват по всяко време, когато те се опитват да бъдат заедно. 

## Актьори
- Себастиан Рули – Луис Алберто Салватиера Суарес
- Клаудия Мартин – Мариана Виляреал / Мариана Монтенегро де Салватиера
- Фабиола Гуахардо – Сорая Монтенегро
- Асела Робинсън – Елена Суарес
- Алехандра Барос – Даниела Монтесинос де Салватиера
- Виктор Гонсалес – Леон Алфаро
- Лорена Граниевич – Бритни Шантал Домингес Перес
- Диего Клейн – Сантяго Инохоса Монтесинос
- Артуро Барба – Виктор Милан
- Рубен Санс – Уриел Лопес
- Тали Гарсия – София Мандухано
- Антонио Фортиер – Фелипе Кастийо
- Хосе Луис Франко – Комендант Едуардо Бесера
- Мими Моралес – Гуадалупе Моралес
- Марио Моран – Диего Фернандес
- Мишел Хурадо – Патрисия Луна де Кастийо
- Добрина Кръстева – Сокоро Буендия
- Паола Тойос – Матилде Велес
- Ерик Диас – Поло Ернандес
- Аксел Алкантара – Хуан "Джони" Домингес Перес
- Серхио Рейносо – Рамиро Домингес
- Енри Сака – Отец Гилермо Виляреал
- Далила Поланко – Исабела "Чабела" Перес де Домингес
- Гилермо Гарсия Канту – Алберто Салватиера Руис

- Луис Гатика – Освалдо Валдивия
- Дарио Рипол – Грегорио
- Артуро Кармона – Педро Виляреал Гарсия
- Родолфо Ариас – Д-р Мурийо
- Иринео Алварес – Алфонсо Романо
- Лупита Лара – Тринидад
- Фернандо Банда – Касеро
- Карлос Морено Кравиото – Маркес
- Рики Гутиерес – Хесус Камарго
- Паулина де Алба – Констанса
- Памела Бари – Лиси
- Алехандро Фаухиер
- Саит Соса – Хайме
- Фернанда Бернал
- Карла Суескун – Найели
- Ектор Салас – Матиас Салватиера Суарес
- Себастиан Гевара
- Карлос Гатика – Емилио Кампос
- Артуро Гарсия Тенорио – Хавиер
- Дарвин – Дон Торибио
- Луис Палмер
- Анди Ло – Майкъл Редондо
- Дан Осорио – Човек на Маца
- Ариел Лопес Падия – Ефрен Торес
- Марко Антонио Тостадо
- Сесар Валдивия – Мануел
- Йън Монтерубио – Едгар Кастийо Луна
- Алекса Ордас Кастро – Монсерат Кастийо
- Мириам Беар
- Фернандо Естрада
- Уго Каталан – Карлос
- Карилу Наваро – Доня Чоле
- Сачи Тамаширо – Д-р Алтамира
- Валентина Делфин Сервантес – Хулиета Фернандес
- Хорхе Алберто Гайегос – Сикарио
- Рене Мартинес – Форенс
- Мария Фернанда Гарсия – Сандра
- Леон Пераса – Рафаел Монтенегро
- Сирило Сантяго Перес – Салвадор
- Виктор Баес – Дон Марито
- Майра Рохас – Йоланда
- Мерседес Олеа – Кръстницата на Мариана
- Наташа Домингес – Тамара
- Агустин Арана – Д-р Страмеси
- Сабрина Сеара – Вивиан
- Андрес Байда – Алберто Салватиера Виляреал / Томас Верон Ортега
- Стефи Мерейес – Роберта Милан
- Еухенио Кобо – Съдия Мартин Гомес Агилар
- Исраел Салмер – Хосе Верон
- Магали Бойселе – Рита Ортега де Верон
- Клаудия Силва – Наталия
- Зои Торес – Мариана (дете)
- Николас Аса – Луис Алберто (дете)

## Премиера
Премиерата на Богатите също плачат е на 21 февруари 2022 г. по Las Estrellas. Последният 60 епизод е излъчен на 13 май 2022 г.
| Година | Излъчване              | Брой епизоди | Премиера         | Премиера         | Финал       | Финал            |
| Година | Излъчване              | Брой епизоди | Дата             | Зрители (в млн.) | Дата        | Зрители (в млн.) |
| ------ | ---------------------- | ------------ | ---------------- | ---------------- | ----------- | ---------------- |
| 2022   | понеделник-петък 21:30 | 60           | 21 февруари 2022 | 4.1              | 13 май 2022 | 3.7              |

## Продукция
В средата на октомври 2018 г. е обявено, че теленовелата е част от франчайз антологията Фабрика за мечти. На 18 май 2021 г. продукцията е обявена в предварителния преглед на Унивисион за телевизионния сезон 2021-2022. Производството и заснемането на теленовелата започват на 20 септември 2021 г., като едновременно с това се потвърждават Себастиан Рули и Клаудия Мартин като главните герои заедно с потвърдения актьорски състав. За разлика от предишните версии от франчайза - Узурпаторката, Свърталище на вълци и Руби - които съдържат между 25 и 27 епизода, за Богатите също плачат са потвърдени 60 епизода.

## Епизоди
- Епизод 1: В устата на вълка (La boca del lobo); излъчен в Мексико на 21 февруари 2022,[a] излъчен в България на 18 май 2023.[15]

Алберто, виждайки, че синът му не е човек, отдаден на семейната компанията, го упреква за липсата на ангажираност. Мариана е заплашена от изгонване заради неплащане на наема и моли отец Гилермо за помощ. Тя пристига в компания „Салватиера“, за да се срещне с Алфонсо Романо, който се опитва да я прелъсти, но тя го отблъсква. Луис Алберто влиза в конфронтация с баща си. Алберто се чувства зле и припада на паркинга на компанията. Мариана, разочарована и ядосана, си тръгва и вижда падналия на земята Алберто, и му оказва първа помощ. След като е изписан от болницата, той отива в квартала, където живее Мариана, за да ѝ благодари, че е спасила живота му и когато вижда, че тя е останала без дом, ѝ предлага своята къща. Мариана и нейното куче Въшльо пристигат в имението на Салватиера и срещат Луис Алберто.
- Епизод 2: Унищожаваш всичко, до което се докоснеш (Destruyes todo lo que tocas); излъчен в Мексико на 22 февруари 2022, излъчен в България на 19 май 2023.

Мариана вижда отношението на Луис Алберто и ѝ става ясно, че той е човек без маниери. Леон е готов да довърши Алберто, след като остава с Даниела. Мариана продължава да опознава семейство Салватиера. Сорая пристига в имението и среща Мариана, Луис Алберто я информира, че тя е спасила баща му. Даниела дава да се разбере, че е разстроена, че Мариана живее с тях. Алберто научава какво е направил Алфонсо Романо на Мариана. Даниела разбира, че Мариана, освен че живее в къщата, ще работи и в управлението на компанията и настоява Алберто да се отърве от нея. Когато Алберто научава за намеренията на сина си, го моли да стои далеч от Мариана.
- Епизод 3: Да извадиш ноктите (Sacar las uñas); излъчен в Мексико на 23 февруари 2022, излъчен в България на 22 май 2023.

Леон и Сорая са готови да унищожат семейство Салватиера. Мариана се чувства неудобно в имението заради отношението на Даниела. Луис Алберто попада в капана на Освалдо и Леон. Сорая уверява Елена, че ако Мариана хареса Луис Алберто, тя е в състояние да я унищожи. Алберто, след като научава, че синът му противоречи на заповедите му, публично го унижава и Елена се застъпва в негова защита. Луис Алберто се преструва на шофьор, за да придружи Мариана, за да купи дрехи, и не се колебае да я изненада, като ѝ подари рокля. Той пристига под ръка с Мариана на събитието на Сорая.
- Епизод 4: Принцеса от приказките (Una princesa de cuento de hadas); излъчен в Мексико на 24 февруари 2022, излъчен в България на 23 май 2023.

Сорая се оплаква на Луис Алберто, че е пристигнал на нейното събитие под ръка с Мариана. Той ѝ дава да разбере, че е свободен мъж. Сорая за отмъщение плаща, за да напие Мариана. Елена посочва Луис Алберто за лидер на директорския съвет на компанията. Поло предлага брак на Бритни. Мариана чува как Сорая се кълне да ѝ отмъсти. Леон уверява Елена, че пристигането на Мариана ще промени всичко. Мариана открива, че в микробуса на Алберто има бомба.
- Епизод 5: Никога няма да те пусна (Nunca te voy a dejar ir); излъчен в Мексико на 25 февруари 2022, излъчен в България на 24 май 2023.

Даниела казва на Алберто, че за да бъде по-сигурна, че Мариана не е негова дъщеря, иска той да направи ДНК тест. Леон е готов да унищожи Луис Алберто и баща му. Мариана обяснява на Луис Алберто и Сантяго, че и тя, и Алберто почти са загинали, след като микробусът се е запалил. Сорая се ядосва, когато вижда, че Мариана се е появила във вестника с Луис Алберто. Сорая предупреждава Мариана, че Луис Алберто ѝ принадлежи, и я моли да не се забърква с него, защото не знае на какво е способна, но Мариана не се страхува от нейните заплахи. Луис Алберто моли Мариана за обяснение за инцидента, тя се опитва да се измъкне, но той я целува.
- Епизод 6: Съмнението вече е посято (La duda ya está sembrada); излъчен в Мексико на 28 февруари 2022, излъчен в България на 25 май 2023.

Мариана удря шамар на Луис Алберто, след като той я целува. Бритни разговаря с Поло и признава, че не иска да се жени. Бесера открива доказателства срещу Луис Алберто. Даниела иска да даде пари на Мариана, за да напусне семейството ѝ. Алберто прави ДНК тест, за да докаже на жена си, че Мариана не е негова дъщеря. Леон вече подготвя нова атака срещу семейство Салватиера. Алберто се кара жестоко със сина си, защото смята, че е искал да го убие, затова му удря шамар. Сорая съобщава на Луис Алберто, че очаква детето му и Мариана научава новината.
- Епизод 7: Всичко се постига с пари (Todo se arregla con dinero); излъчен в Мексико на 1 март 2022, излъчен в България на 26 май 2023.

ДНК тестът доказва на Даниела, че Мариана не е дъщеря на Алберто и тя търси прошката на Мариана. Алберто е разстроен да види, че жена му не е повярвала на думите му. Луис Алберто пита Сорая дали е сигурна за бременността. Освалдо се надява Алберто да спре разследването. Сорая е готова да поддържа лъжата за бременността с помощта на Леон. Елена е сигурна, че има много хора, които искат смъртта на Алберто. Патрисия открива, че Сорая е откраднала теста ѝ за бременност, и Сорая ѝ предлага пари, за да прекъсне бременността си. Луис Алберто се оплаква на Мариана, че е скрила ситуацията с бомбата от него. Сорая съобщава на Елена, че очаква детето на Луис Алберто, затова се вълнува и я моли да организира сватбата. Луис Алберто е затворен с Мариана заради Въшльо.
- Епизод 8: Вече се влюбих в него (Ya me enamoré de él); излъчен в Мексико на 2 март 2022, излъчен в България на 29 май 2023.

Мариана изпада в криза и Луис Алберто успява да я успокои, танцувайки на любимата ѝ песен. Тя вижда, че той не е лош човек и му казва, че със смъртта на кръстницата ѝ е останала сама на света. Мариана уверява Алберто, че синът му е добър човек и отправя молба. Алберто и Елена се срещат на гробището и двамата си спомнят колко добре са се разбирали децата им. Матилде разпитва за Мариана. Мариана признава на Бритни, че се е влюбила в Луис Алберто, но нищо не може да съществува между тях, тъй като той скоро ще стане баща. Луис Алберто отвежда Сорая в болницата, за да може лекарят да направи ултразвук.
- Епизод 9: Сърдечният ритъм на бебето (Los latidos del bebé); излъчен в Мексико на 3 март 2022, излъчен в България на 30 май 2023.

Сорая симулира припадък, за да не разкрие лекарят лъжата ѝ. Луис Алберто съобщава на майка си, че е поискал заем и като обезпечение е дал акциите си в компанията. Мариана се извинява на Даниела за коментара, който е направила на срещата. Даниела признава на Мариана, че ѝ е направила ДНК тест, защото я е помислила за дъщеря на Алберто, за което се извинява и я приветства у дома. Сорая моли Патрисия да не разкрива нищо за бременността си, докато не се сгоди за Луис Алберто. Сорая, за да продължи с плана си, плаща на лекар да покаже на Луис Алберто фалшив ултразвук; той е развълнуван да чуе сърцето на бебето си. Трини разбира, че Луис Алберто е влюбен в Мариана. Оскар звъни на мобилния телефон на Леон, но Луис Алберто отговаря.
- Епизод 10: Късметът ми се промени (Cambió mi suerte); излъчен в Мексико на 4 март 2022, излъчен в България на 31 май 2023.

Сантяго не иска Емилио да разбере, че е Салватиера и моли Бритни за услуга. Леон уверява Луис Алберто, че е започнал да изплаща дълговете му заради хазарта и поради тази причина поддържа връзка с Освалдо. Патрисия признава на съпруга си, че Сорая я е заплашва, ако разкрие, че не е бременна. Бесера е сигурен, че Луис Алберто е невинен. Фелипе съобщава на Луис Алберто, че Сорая не е бременна и че Патрисия е тази, която наистина очаква бебе. Алберто прибягва до помощта на хапче, за да бъде със съпругата си Даниела.
- Епизод 11: Свободен да обичам (Libre para amar); излъчен в Мексико на 7 март 2022, излъчен в България на 1 юни 2023.

Бесера информира Луис Алберто, че Сорая не е бременна. Тя приема, че е излъгала от страх да не го загуби. Той признава на Мариана, че е влюбен в нея, когато тя чува това, го целува. Сорая е готова да отмъсти на Луис Алберто и предупреждава, че няма да позволи на Мариана да постигне своето. Луис Алберто е бит от група престъпници, които твърдят, че той трябва да плати дълга си. Елена разбира, че Сорая не е бременна. Мариана успява да издържи изпита си.
- Епизод 12: Животът ти виси на косъм (Tu vida pende de un hilo); излъчен в Мексико на 8 март 2022, излъчен в България на 2 юни 2023.

Мариана се притеснява, че Луис Алберто не е пристигнал за нея и му се обажда. Той е нападнат и заплашван на път към нея. Предупреден е, че е по-добре да плати дълга си или да си понесе последствията. Сорая признава на Леон, че проблемът с бременността няма да попречи на плановете ѝ да се омъжи за Луис Алберто. Луис Алберто пристига в къщата през нощта и се страхува да говори с Мариана. Освалдо казва на Леон, че тялото на Мануел е намерено и плановете са се осъществили по план. Луис Алберто пристига за закуска и всички са стреснати от външния му вид. Алберто подозира, че все още синът му играе хазарт и се скарват. Освалдо се обажда на Луис Алберто и го предупреждава да плати дълга си. Луис Алберто разбира, че баща му е анулирал всичките му кредитни карти. Той моли Уриел за заем, за да изплати дълга си, Мариана ги чува. Сорая уверява Патрисия, че сега, след като я е предала, ще превърне живота ѝ в ад и се опитва да прегази Фелипе. Мариана следва Луис Алберто до казиното. Освалдо убеждава Луис Алберто да заложи отново. Въпреки обещанията му, Мариана намира Луис Алберто да залага.
- Епизод 13: Аварийно приземяване (Aterrizaje de emergencia); излъчен в Мексико на 9 март 2022, излъчен в България на 5 юни 2023.

Луис Алберто признава на Мариана за пристрастеността си към хазарта, така че тя е готова да му помогне. Той се заклева, че ще стане по-добър човек заради голямата любов, която изпитва към нея. Фелипе е убеден, че Сорая се е опитала да го прегази. Леон иска да разследва произхода на Мариана. Сантяго научава за лошото управление на компанията. Алберто научава, че хеликоптерът, в който са пътували Луис Алберто и Мариана, е изчезнал от радара. Пилотът прави аварийно кацане, спасявайки живота на всички. Мариана и Луис Алберто намират подслон, където да се подслонят и да спят заедно.
- Епизод 14: Трагедията промени живота ни (La tragedia cambió nuestras vidas); излъчен в Мексико на 10 март 2022, излъчен в България на 6 юни 2023.

Алберто е разстроен от Леон заради неговата некадърност. Луис Алберто разкрива на Мариана своето болезнено минало и споделя, че се чувства виновен за смъртта на брат си Матиас. Бритни информира семейството си, че Мариана също е била на хеликоптера, обявен за изчезнал. Сорая се преструва, че изпитва болка, защото не се е чула с Луис Алберто. Той се връща с Мариана в имението на Салватиера и когато пресата го разпитва за инцидента, той разкрива, че и той, и приятелката му са невредими. Сорая не може да повярва на новината. Леон потвърждава, че бащата на Мариана е бил жертва на лошите бизнес сделки на Луис Алберто.
- Епизод 15: Презряна жена (Una mujer despechada); излъчен в Мексико на 11 март 2022, излъчен в България на 7 юни 2023.

Леон уверява Сорая, че е измислил идеалния план, за да премахне Мариана от пътя ѝ. Алберто моли сина си да не си играе с чувствата на Мариана, защото тя е добра жена. Сорая иска помощта на Йоланда, за да направи магия, за да накара Луис Алберто да остане до нея. Мариана е щастлива да види, че колегите ѝ се грижат за нея. Луис Алберто се извинява на Сорая за начина, по който е обявил връзката си с Мариана. Тя го прегръща и поставя амулета, който ѝ е подарила Йоланда. Мариана намира документи, които доказват, че Луис Алберто има нещо общо със смъртта на баща ѝ.
- Епизод 16: Баща ми се самоуби заради теб (Mi papá se mató por tu culpa); излъчен в Мексико на 14 март 2022, излъчен в България на 8 юни 2023.

Мариана доказва, че Луис Алберто е отговорен за смъртта на баща ѝ. Луис Алберто уверява Елена, че иска да се ожени за Мариана. Сантяго и Бритни са на път да се целунат. Леон предлага на Сорая да започне да подготвя сватбата си с Луис Алберто. Бритни съветва Мариана да проучи какво се е случило с продажбата на компанията на баща ѝ. Мариана иска Сандра да признае какво наистина се е случило с фабриката на баща ѝ. Мариана се изправя срещу Луис Алберто, когато научава истината.
- Епизод 17: Ти и аз вече сме нищо (Tú y yo ya no somos nada); излъчен в Мексико на 15 март 2022, излъчен в България на 9 юни 2023.

Луис Алберто е готов да се изправи срещу Сандра. Сорая е щастлива, че амулетът, който ѝ е дала Йоланда, върши работа с Луис Алберто. Той уверява Мариана, че Сандра лъже, но тя не му вярва и къса с него. Елена мисли, че някой прави магии на Луис Алберто. Той уверява майка си, че лошите му решения в миналото са го накарали да загуби Мариана. Алберто моли сина си да обясни какво се е случило с покупката на фабриката. Бритни признава чувствата си на Сантяго. Луис Алберто решава да напусне семейното имение.
- Епизод 18: Времето ми дойде (Mi momento ha llegado); излъчен в Мексико на 16 март 2022, излъчен в България на 12 юни 2023.

Алберто и Даниела молят Мариана да не напуска къщата. Сантяго моли Бритни да останат приятели. Алберто заръчва на Бесера да се грижи за Луис Алберто. Мариана признава на отец Гилермо, че съжалява, че се е влюбила в Луис Алберто. Отец Гилермо я съветва да не съди Луис Алберто. Сорая научава, че Луис Алберто е напуснал имението на Салватиера. Алберто започва да се чувства зле, след като разбира, че Луис Алберто е поискал от Уриел голяма сума пари. Сорая се хвали на Мариана, че е прекарала нощта с Луис Алберто.
- Епизод 19: Това съм аз (Esto es lo que soy); излъчен в Мексико на 17 март 2022, излъчен в България на 13 юни 2023.

Мариана проверява дали Луис Алберто е бил със Сорая. Леон иска да знае медицинското досие на Алберто. Патрисия се ядосва на дъщеря си Монсе и Фелипе не ѝ признава, че е загубил работата си. Елена, виждайки, че синът ѝ изпитва трудности, го уверява, че единствената жена, която си заслужава, е Сорая. Мариана уверява Сорая, че и тя, и Луис Алберто са създадени един за друг.
- Епизод 20: Има неща, които не могат да бъдат простени (Hay cosas que no se pueden perdonar); излъчен в Мексико на 18 март 2022, излъчен в България на 14 юни 2023.

Сорая обвинява Мариана за всичко, което се е случило с Луис Алберто, Алберто защитава Мариана. Джони предупреждава Сантяго да стои далеч от Бритни. Мариана не желае да прости на Луис Алберто. Бритни се извинява на Сантяго за Джони и те случайно се целуват. Мурийо предупреждава Алберто, че е време да каже на Даниела за здравословното си състояние, но той отказва. Алберто търси Елена, за да говорят за приемането на Луис Алберто в рехабилитационна клиника, тя отказва и Леон ги чува. Луис Алберто се измъква от къщата, за да купи годежен пръстен и моли Мариана да се омъжи за него, но тя му отказва. Даниела се изправя срещу Алберто относно болестта му. Луис Алберто моли Сорая да се омъжи за него и тя приема.
- Епизод 21: Обсебен годеник (Un novio embrujado); излъчен в Мексико на 21 март 2022, излъчен в България на 15 юни 2023.

Мариана е убедена, че Луис Алберто, обзет от злоба, се жени за Сорая. Алберто моли сина си да преосмисли идеята да се ожени за Сорая. Мариана разкрива на Сорая, че Луис Алберто я е помолил да се омъжи за него. Сорая се заклева на Патрисия, че след като се омъжи за Луис Алберто, ще бъде уволнена от компанията. Сандра разкрива на Мариана, че Луис Алберто не е човекът, който е измамил баща ѝ. Бритни признава на Поло, че не го обича. Алберто моли Мариана да не напуска къщата.
- Епизод 22: Невинен е (Es inocente); излъчен в Мексико на 22 март 2022, излъчен в България на 16 юни 2023.

Сандра признава на Мариана, че е заплашвана и се нуждае от три хиляди долара, за да напусне страната. Рамиро се ядосва на Бритни, когато разбира, че тя е скъсала с Поло. Сорая моли Луис Алберто за малко състрадание. Мариана разказва на Алберто какво се е случило със Сандра. Луис Алберто продължава с кошмарите си и се опитва да вземе лекарството на Сорая. Мариана търси повече подробности за случилото се и се свързва със Сандра, която повтаря, че Луис Алберто е невинен. Мариана дава парите на Сандра, а тя ѝ дава телефонния номер на човека, който я е наел да я излъже. Мариана се извинява на Луис Алберто.
- Епизод 23: Нещо се счупи помежду ни (Algo se rompió entre nosotros); излъчен в Мексико на 23 март 2022, излъчен в България на 19 юни 2023.

Луис Алберто се ядосва на Мариана, че е повярвала на лъжа, и я уверява, че Сорая не би го предала. Сорая показва на Алберто записа, в който Патрисия говори лошо за нея. Луис Алберто пита Мариана дали има друг мъж, който иска да я нарани. Сандра съобщава на Мариана, че има снимка на мъжа, който е измамил баща ѝ, тя моли Луис Алберто да я придружи. Сорая не може да намери Луис Алберто и не остава много време до началото на годежното им парти.
- Епизод 24: Проклета селянка! (¡Maldita marginal!); излъчен в Мексико на 24 март 2022, излъчен в България на 20 юни 2023.

Мариана разкрива на Луис Алберто, че я боли, че той се жени за Сорая, и повтаря, че тя все още го обича. Луис Алберто я целува. Диего признава на Гуадалупе, че е предал Патрисия. Луис Алберто уверява Сорая, че не е влюбен в нея и отменя годежа им. Алберто се изправя срещу сина си за това, което е направил на Сорая, но Мариана разкрива какво наистина се е случило. Сорая успява да влезе в стаята на Мариана и открива, че тя има същата кукла, която баща ѝ ѝ е подарил, когато е била малко момиче, и си спомня миналото.
- Епизод 25: Любов като от филм (Un amor de película); излъчен в Мексико на 25 март 2022, излъчен в България на 21 юни 2023.

Алберто моли Леон да не се оправдава за разследването. Диего разкрива предателството си на Патрисия. Луис Алберто решава да не залага повече. Елена се оплаква на Луис Алберто за унижението, на което е подложил Сорая, и го уверява, че Мариана е на страната на враговете му. Леон няма да позволи на Луис Алберто да спечели наддаването. Леон кара Алберто да повярва, че Алфонсо е виновникът, така че Мариана и Луис Алберто го търсят, за да се изправят срещу него. Луис Алберто предлага брак на Мариана.
- Епизод 26: Генетично съвпадение (Coincidencia genética); излъчен в Мексико на 28 март 2022, излъчен в България на 22 юни 2023.

Мариана приема предложението за брак на Луис Алберто. Джони заплашва Сантяго. Алберто благодари на Мариана, че го е сближила със сина му. Сорая научава за годежа на Луис Алберто. Елена отказва да помогне на Луис Алберто в организацията на сватбата му и го моли да се свърже със Сорая, за да ѝ се извини. Луис Алберто продължава да се доверява на Леон. Сорая ексхумира тялото на баща си за ДНК тест, който по-късно потвърждава, че Мариана е дъщеря на Рафаел.
- Епизод 27: Премахни я от пътя си завинаги (Quitarla del camino para siempre); излъчен в Мексико на 29 март 2022, излъчен в България на 23 юни 2023.

Сорая разбира, че Мариана има пълното право да претендира за 50 процента от наследството и няма да ѝ позволи да вземе това, което е нейно. Диего целува Гуадалупе. Елена иска да формализира връзката си с Леон. Луис Алберто посещава Сорая и тя му признава какво се е опитала да направи след унижението, на което я е подложил. Леон търси начин да махне Мариана от пътя си. Сорая пристига в Катемако, за да вземе билката, която Йоланда иска.
- Епизод 28: Искам да страда (Quiero que sufra); излъчен в Мексико на 30 март 2022, излъчен в България на 26 юни 2023.

Бритни се застъпва в защита на Сантяго, когато вижда негативното отношение на баща си и брат си. Тонатиу дава на Сорая билките, които ѝ трябват. Луис Алберто предлага на Мариана да се преместят в нова къща, след като се оженят. Сорая признава на шамана, че решението, което е взела, е, защото една жена е откраднала любовта на живота ѝ и тя няма да ѝ прости. Гуадалупе започва да забелязва странна ситуация в тялото си. Мариана прави заявка за сватбата си. Матилде започва да дава на Мариана отварата, следвайки инструкциите на Сорая. Сантяго се оплаква на майка си за това, което е причинила на Бритни. Мариана се чувства неудобно, като знае, че Елена ще се намеси в организацията на сватбата ѝ.
- Епизод 29: Искрено извинение (Una disculpa sincera); излъчен в Мексико на 31 март 2022, излъчен в България на 27 юни 2023.

Сорая отказва да позволи на Уриел да напусне приятелката ѝ София заради нея, така че предлага друга идея. Сорая се извинява на семейство Салватиера. Мариана моли Елена да не си губи времето, особено ако работи. Сорая продължава с плана си да отрови Мариана. Бритни получава съобщение от Поло, което я изнервя. Уриел разбира, че Леон се среща с Виктор. Мариана започва да се чувства зле, а Бритни смята, че приятелката ѝ е бременна, затова си прави тест за бременност, но той се оказва отрицателен. Сорая изпраща подарък на приятелката си София. Бритни не иска да види Сантяго.
- Епизод 30: Сватбата на годината (La boda del año); излъчен в Мексико на 1 април 2022, излъчен в България на 28 юни 2023.

Луис Алберто отказва поканата на Констанса. Гуадалупе получава нелицеприятна медицинска диагноза. Мариана е прегледана от семейния лекар заради световъртежите, които получава. Бритни се разделя със Сантяго, защото се чувства виновна за стореното от Поло. София уверява Сорая, че няма да позволи на друга жена да ѝ отнеме Уриел. Мариана е на път да се омъжи, но отровата на Сорая започва да уврежда здравето ѝ.
- Епизод 31: На границата със смъртта (Al borde de la muerte); излъчен в Мексико на 4 април 2022, излъчен в България на 29 юни 2023.

Луис Алберто вярва, че животът продължава да го наказва и сега се страхува да не загуби Мариана. Емилио и Карлос откриват, че Сантяго е доведен син на Алберто Салватиера. Бритни признава на Сантяго, че не е щастлива. Леон открива, че Сорая е отровила Мариана. Алберто започва да се чувства зле и моли Фелипе да не казва на никого. Сорая облича булчинската рокля на Мариана и си представя, че се омъжва за Луис Алберто.
- Епизод 32: Молитва (Cadena de oración); излъчен в Мексико на 5 април 2022, излъчен в България на 30 юни 2023.

Матилде се страхува, че капките, които дава на Мариана, я изправят на ръба на смъртта, така че тя е готова да признае истината, но Сорая не ѝ позволява. Бритни среща Тамара. Уриел е безразличен към София и тя не иска да го загуби. Всички лекари се събират, за да спасят Мариана, а Сорая се възползва от момента, за да се приближи до Луис Алберто. Луис Алберто се съгласява да промени лечението на Мариана, за да спаси живота ѝ.
- Епизод 33: Право към ада (Derechito al infierno); излъчен в Мексико на 6 април 2022, излъчен в България на 3 юли 2023.

Мариана най-накрая реагира и е вън от опасност, но Сорая търси начин да отстрани нея и онези, които биха могли да я разкрият. Сорая намира старо оръжие в кутия, пълна със спомени, но побърканият ѝ ум ще я накара да го използва срещу Матилде.
- Епизод 34: Куршум за Мариана (Una bala para Mariana); излъчен в Мексико на 7 април 2022, излъчен в България на 4 юли 2023.

Сорая е видяна на бунище, където убива Матилде. Мариана е изписана от болницата. Леон скрива обицата, която е паднала от ухото на Даниела. Даниела разбира, че е загубила обицата си. Даниела намира бутилката, дадена на Матилде от Сорая. София се оплаква на Сорая, че спи с Уриел. Елена дава ултиматум на Леон да реши да има официална връзка с нея. Сорая подготвя пистолета на баща си, за да застреля Мариана. Рамиро признава на Бритни, че опитът за самоубийство на Поло е бил лъжа. Сорая пристига, за да поздрави Мариана за завръщането у дома. Даниела събира семейството, тъй като има резултатите от намерената бутилка. Професорът предупреждава, че бутилката съдържа веществото, което е причинило дискомфорта на Мариана. Сорая остава сама с Мариана и е готова да я застреля.
- Епизод 35: Обявявам ви за съпруг и съпруга (Los declaro marido y mujer); излъчен в Мексико на 8 април 2022, излъчен в България на 5 юли 2023.

Луис Алберто и семейството му казват на Сорая новината, че Мариана е била отровена от Матилде. Елена търси Леон, за да изпълни заканата си и разбира, че той е скрил женски дрехи. Бритни се изправя срещу Поло за това, че я е излъгал и му казва, че никога повече не иска да го вижда. Луис Алберто казва, че след седмица ще се ожени за Мариана. Уриел разказва на Сорая за лъжите на Леон. Луис Алберто и Мариана се женят пред очите на близките си. Мариана отива да се преоблече и Сорая се възползва от факта, че е сама, но Леон я спира и ѝ казва, че винаги ще бъде на нейна страна, и София ги вижда.
- Епизод 36: Второ мнение (Una segunda opinión); излъчен в Мексико на 11 април 2022, излъчен в България на 6 юли 2023.

Леон моли Сорая да му се довери, защото той няма намерение да я предава. Луис Алберто и Мариана заминават на меден месец. Уриел се извинява на София за измамата си и тя споделя, че Сорая и Леон са любовници. София слага край на приятелството си със Сорая. Алберто се изправя срещу Торес относно неговата безотговорност към отпадъците от фабриката. Мариана и Луис Алберто се завръщат от медения си месец и тя потвърждава на Луис Алберто, че е бременна. Леон присъства на операцията на Алберто.
- Епизод 37: Господинът е мъртъв (El señor ha fallecido); излъчен в Мексико на 12 април 2022, излъчен в България на 7 юли 2023.

Лекарят съобщава на семейството, че операцията на Алберто е успешна. София иска да спечели доверието на Виктор, за да научи за връзката на Леон с компанията. Луис Алберто и Мариана съобщават на Сорая, че ще стават родители и тя се заклева да прекрати тяхното потомство. Алберто получава инфаркт по време на своя тенис мач. Луис Алберто започва да ревнува от отговорността на Сантяго към фабриката.
- Епизод 38: Дойде моето време (Llegó mi momento); излъчен в Мексико на 13 април 2022, излъчен в България на 10 юли 2023.

Уриел съобщава на Сорая, че Алберто е починал. Тя избухва в сълзи, когато научава, че повече няма да види човека, когото е имала за баща. Леон предотвратява извършването на аутопсията на Алберто. Елена идва да утеши сина си и коментира, че е време да помисли за завещанието, тъй като има много хора, които искат да вземат състоянието на Алберто. Леон празнува смъртта на Алберто. Елена обвинява Даниела за смъртта на Алберто, Сантяго се намесва, като не позволява на Елена да обижда майка му. Д-р Мурийо поставя под съмнение причините, поради които не е извършена аутопсията на Алберто. Последната воля на Алберто е оповестена.
- Епизод 39: Те не са моето семейство (Ellos no son mi familia); излъчен в Мексико на 14 април 2022, излъчен в България на 11 юли 2023.

Луис Алберто не е съгласен Сантяго да е част от акциите на консорциума. Мариана се опитва да успокои Луис Алберто, но той не може да повярва, че тя е на страната на Сантяго. Луис Алберто се връща във фабриката. Сантяго е готов да се откаже от акциите. Сорая моли Мариана да мисли разумно, иначе може да загуби Луис Алберто. Сорая се изправя срещу Елена заради нейното предателство.
- Епизод 40: Сорая залага капан на Мариана (Soraya le tiende una trampa a Mariana); излъчен в Мексико на 15 април 2022, излъчен в България на 12 юли 2023.

Луис Алберто започва да ревнува, когато вижда Мариана близо до Сантяго. Тя го уверява, че той не му е враг. Елена търси начин да накара Даниела и Сантяго да продадат дяловете си. Сорая се опитва да накара Леон да каже на Луис Алберто за връзката на Сантяго и Мариана. Луис Алберто приема последната воля на баща си и я съобщава на Даниела. Сорая посатвя камери в апартамента на Сантяго, така че Мариана да попадне в нейния капан, тя получава видеоклиповете, манипулира ги и ги изпраща на Луис Алберто.
- Епизод 41: Ти си лъжкиня (Eres una mentirosa); излъчен в Мексико на 18 април 2022, излъчен в България на 13 юли 2023.

Луис Алберто се изправя срещу Мариана заради предполагаемата ѝ изневяра със Сантяго, когато тя вижда видеото, отхвърля обвиненията, но той удря Сантяго. Даниела вярва, че Елена стои зад проблема на Сантяго и Мариана. Луис Алберто се връща към алкохола и хазарта. Даниела и Сантяго решават да напуснат имението на Салватиера. Даниела разкрива на Елена, че е склонна да се кандидатира за президент на консорциума. Луис Алберто, знаейки решението на Даниела, моли Сорая да гласува за него, а в замяна тя открадва целувка от него.
- Епизод 42: Да прободеш сърцето (Apuñalar el corazón); излъчен в Мексико на 19 април 2022, излъчен в България на 14 юли 2023.

Луис Алберто отхвърля идеята Сорая да му е любовница, но тя му дава гласа си да стане президент на консорциума. Мариана се връща в апартамента на Сантяго в търсене на доказателства. Леон иска да убеди Луис Алберто да отвори офис в Бразилия. Елена съветва Луис Алберто да даде урок на Мариана. Леон информира Даниела и Сантяго за плановете за разширяване на компанията и ги уверява, че Сорая е тази, която ще стане президент, когато Луис Алберто не е в страната. Луис Алберто решава да замине за Бразилия и оставя прощално писмо на Мариана. Сорая заема неговото място в компанията и продължава да отмъщава на Мариана и отвлича Въшльо.
- Епизод 43: По-самотна от всякога (Más sola que nunca); излъчен в Мексико на 20 април 2022, излъчен в България на 17 юли 2023.

Мариана е разстроена да види, че охраната на Салватиера не се е погрижила за Въшльо. София съобщава на Уриел, че Виктор е получил обаждане от Леон и му дава подробности за тяхната среща. Луис Алберто не отговаря на обажданията на Мариана. Сорая вижда Мариана в офиса и коментира, че Луис Алберто си прекарва страхотно в Бразилия. Мариана е сигурна, че Сорая стои зад видеото и от гнева си започва да се чувства зле, затова лекарката я съветва да си почива. Сорая отказва парите на Сантяго, за да купи машините за фабриката. Леон се скарва с нея, когато научава новината, но тя му заявява, че няма причина да се допитва до него. Мариана получава родилни болки.
- Епизод 44: Наследникът (El heredero); излъчен в Мексико на 21 април 2022, излъчен в България на 18 юли 2023.

Мариана започва да ражда и е откарана в болница. Въпреки че тя настоява да изчака Луис Алберто, лекарите я отвеждат в операционната, където тя ражда. Луис Алберто най-накрая пристига, за да се срещне със сина си, но е изненадан да види Сантяго в болницата. Леон получава посещение от баща си, който го моли да му позволи да живее при него. Сорая се възползва от факта, че Мариана се разхожда сама със сина си в парка, за да го отвлече.
- Епизод 45: Празни души (Muertos por dentro); излъчен в Мексико на 22 април 2022, излъчен в България на 19 юли 2023.

Докато Мариана отчаяно търси сина си, Сорая плаща за изчезването на детето. В разгара на напрежението Чичаро, човекът, който е отвлякъл Бетито, не може да го изгори и го изоставя на непознато семейство. Луис Алберто получава медальона на сина си, намерен насред пожар, и споделя тази новина с Мариана. Елена се опитва да утеши болката на Мариана и я търси, за да ѝ предложи подкрепа. Елена открива манията на Леон по Даниела. Леон не издържа повече и накрая открадва целувка от Даниела.
- Епизод 46: Сбогом, скъпи (Hasta nunca, querido); излъчен в Мексико на 25 април 2022, излъчен в България на 20 юли 2023.

Леон насила целува Даниела и ѝ признава, че все още е влюбен в нея. Елена знае цялата история на бащата на Леон. Луис Алберто се чувства виновен за смъртта на сина си. Леон научава, че баща му е признал цялата истина на Елена, той моли Сорая да му помогне да унищожи консорциума, но тя отказва. Леон унижава Елена, като я уверява, че никога няма да погледне жена като нея. Уриел и Бесера откриват, че Леон е свързан със смъртта на Алберто. Сорая, чувствайки се изнудвана от Леон, решава да го убие.
- Епизод 47: Вие сте задържана (Queda usted detenida); излъчен в Мексико на 26 април 2022, излъчен в България на 21 юли 2023.

Сорая се опитва да заличи всички доказателства за престъплението си. Елена научава какво се е случило с Леон. Уриел и Бесера намират резултатите от ДНК теста и откриват, че Мариана е дъщеря на Рафаел, осиновителя на Сорая. Елена казва на Сорая, че я плаши. Уриел потвърждава на Луис Алберто, че Леон е замесен в смъртта на баща му и че е собственик на компанията „Рио де оро“. Мариана се изправя срещу Сорая, че е скрила истината, но Сорая ѝ казва, че не желае да сподели наследството. Властите пристигат в къщата на Сорая и след като намират доказателства, тя е арестувана като главния заподозрян за смъртта на Леон.
- Епизод 48: Виновна за убийство (Culpable de asesinato); излъчен в Мексико на 27 април 2022, излъчен в България на 24 юли 2023.

Елена признава на Луис Алберто, че се е влюбила в Леон. Уриел научава, че братовчед му напуска страната с Виктор. Елена е готова да помогне на Сорая. Мариана поставя под въпрос причините, поради които баща ѝ никога не е искал да ѝ каже истината. Сантяго предлага брак на Бритни. Мариана посещава гроба на баща си Рафаел. София разкрива на Елена, че Сорая и Леон са били любовници и не се съмнява, че тя също има нещо общо с отравянето на Мариана. Елена показва на съдията доказателства, че Сорая е тази, която е убила Леон и е осъдена на 25 години затвор.
- Епизод 49: Липсва ми съпругата ми (Extraño a mi mujer); излъчен в Мексико на 28 април 2022, излъчен в България на 25 юли 2023.

Мариана създава фондация „Алберто Салватиера“, за да помага в намирането на изчезнали хора. Виктор става съучастник на Сорая. След доброто управление на консорциума от страна на Луис Алберто, всички приемат да продължи да е президент. Рита припада, а Томасито иска да премести майка си в столицата. Сорая е освободена от затвора, готова да отмъсти на Салватиера. Мариана получава обаждане, за да ѝ кажат къде е синът ѝ.
- Епизод 50: Намерих сина си! (¡Encontré a mi hijo!); излъчен в Мексико на 29 април 2022, излъчен в България на 26 юли 2023.

Непознат мъж се свързва с Мариана, за да ѝ даде информация за сина ѝ. Тя се опитва да каже на Луис Алберто, но съжалява. Сорая пристига да живее в къщата на Виктор. Вивиан си спомня, когато Сорая ѝ помога в затвора. Хосе уверява Мариана, че Томасито е нейният син, тя решава да направи ДНК тест, за да провери дали той наистина е Бетито. Вивиан се опитва да спечели доверието на Луис Алберто. Сорая става свидетел на отхвърлянето на Роберта в училище. Мариана потвърждава с ДНК теста, че Томасито е нейният син Бетито.
- Епизод 51: Отмъщението е в ход (La venganza está en marcha); излъчен в Мексико на 2 май 2022, излъчен в България на 27 юли 2023.

Мариана потвърждава на Хосе, че Томасито е негов син, но той я моли да не му казва истината, защото това може да причини много болка на съпругата му Рита. Сорая се дегизира като медицинска сестра и среща сина на Мариана. Сорая плаща на съучениците на Роберта да отидат на рождения ѝ ден. Луис Алберто смята, че Мариана вече няма нужда от него. Мариана показва на Томасито и Хосе апартамента, в който ще живеят. Сорая и Виктор планират да обвинят Луис Алберто, така че акциите му да паднат, и „Рио де Оро“ да ги купи, а Сорая да се върне като собственик на компания „Салватиера“.
- Епизод 52: Много опасна игра (Un juego muy peligroso); излъчен в Мексико на 3 май 2022, излъчен в България на 28 юли 2023.

Мариана се изправя срещу Чичаро Верон и го уверява, че трябва да е в затвора. Сорая ги заплашва. Мариана дава на Томасито своя медальон. Вивиан кара Луис Алберто да повярва, че Мариана му изневерява. Сорая казва на Роберта, че винаги е искала да има дъщеря. Луис Алберто изненадва Мариана с целувка. Сорая се възползва от това, че Елена е сама, за да ѝ причини инцидент.
- Епизод 53: Не си отивай! (¡No te vayas!); излъчен в Мексико на 4 май 2022, излъчен в България на 31 юли 2023.

Сорая е бясна, когато научава, че Елена не е умряла. Хосе и Томасито получават най-лошите новини за Рита. Луис Алберто уверява Вивиан, че не иска да я залъгва, тъй като обича жена си. Медицинската сестра на Елена става съучастник на Сорая. Томасито се сбогува с Мариана, тя се опитва да го спре да си тръгне, но не успява.
- Епизод 54: Сърцето не греши (El corazón no se equivoca); излъчен в Мексико на 5 май 2022, излъчен в България на 1 август 2023.

Мариана разкрива на Луис Алберто, че е намерила Бетито, и му казва, че той се е върнал в родния си град, но за момента не могат да му каже истината, тъй като е дала обещание на Хосе. Томасито споделя с майка си, че Мариана му е подарила медальона си. Бритни е убедена, че брат ѝ е замесен в лоши неща. Чичаро отвлича сина на Мариана, тя е готова да плати откупа. Луис Алберто с помощта на Бесера намира Томасито, той се бори с Верон и пада в езеро. Синът му припада и пада във водата.
- Епизод 55: Аз съм твоята майка (Yo soy tu mamá); излъчен в Мексико на 6 май 2022, излъчен в България на 2 август 2023.

Сорая се заклева на Елена, че ще я осакати, защото я е предала. Мариана признава на Томасито, че тя и Луис Алберто са истинските му родители. Мариана предлага на сина си да живее с нея, но Томасито отказва. Хосе го убеждава да започне нов живот с родителите си. Елена уверява Луис Алберто, че Сорая е отишла в имението, за да я заплаши. Луис Алберто е арестуван, след като тялото на жена е намерено в багажника на колата му.
- Епизод 56: Много съм добра в това да бъда лоша (Soy muy buena siendo mala); излъчен в Мексико на 9 май 2022, излъчен в България на 3 август 2023.

Бетито вижда консорциум „Салватиера“ и Мариана го информира, че той вече притежава определени дялове от компанията. Луис Алберто е сигурен, че е натопен. Виктор поздравява Сорая за това, че е толкова добра в това, което прави. Луис Алберто е освободен от затвора и е изправен пред разпити от пресата. Мариана решава да изпрати Бетито в къщата на Бритни. Сорая принуждава София да запише видео, в което тя признава всичко, което е откраднала от Уриел през последните 18 години, и от страх тя приема. Сорая се връща в консорциума и уверява Мариана, че е готова да си върне това, което е нейно.
- Епизод 57: Да имаш враг у дома (Tener el enemigo en casa); излъчен в Мексико на 10 май 2022, излъчен в България на 4 август 2023.

Сорая информира Луис Алберто, че е освободена от затвора за добро поведение, и е готова да си върне мястото в компанията, след като притежава акциите. Джони признава на Луис Алберто, че е отворил багажника на колата, за да могат да сложат тялото на жената в него. Даниела открива, че медицинската сестра изпълнява заповедите на Сорая, така че се изправя срещу нея. Сорая използва Роберта, за да причини инцидент и да обвини Бетито. Елена се извинява на Даниела.
- Епизод 58: Шах и мат (Jaque mate); излъчен в Мексико на 11 май 2022, излъчен в България на 7 август 2023.

Сорая е назначена за президент на консорциума и показва на Луис Алберто документ, подписан от Бетито, за да го представлява в компанията, и уволнява всички ръководители. Виктор се опитва да нарани Сорая, но тя решава да му забие нож в гърба. Луис Алберто уверява Бетито, че Сорая го се възползва. Мариана пристига готова да спаси сина си от Сорая, но Сорая я удря и я кара да загуби съзнание, като я качва в камион. Елена дава насърчителни думи на Луис Алберто сега, когато знае, че той е загубил компанията на баща си.
- Епизод 59: Последните часове от живота му (Sus últimas horas de vida); излъчен в Мексико на 12 май 2022, излъчен в България на 8 август 2023.

Когато Бетито се опитва да избяга, Сорая се опитва да го застреля, но Мариана се изпречва на пътя. Луис Алберто и Бесера откриват, че Виктор е мъртъв. Луис Алберто успява да освободи Роберта и ѝ съобщава какво се е случило с баща ѝ. Луис Алберто моли за разполагане на необходимата охрана, за да намери Мариана и сина си. Луис Алберто се опитва да убеди Сорая да освободи Мариана и Бетито, но тя го уверява, че вече не му вярва и когато той не се подчинява на заповедите ѝ, тя го застрелва.
- Епизод 60: Заедно завинаги (Juntos por siempre); излъчен в Мексико на 13 май 2022, излъчен в България на 9 август 2023.

Сорая разкрива, че тя е тази, която е отвлякла Бетито и е причинила инцидента с Елена. Луис Алберто удря Сорая и успява да развърже Мариана и Бетито. Сорая подпалва колибата; всички успяват да се измъкнат, освен нея. Луис Алберто и Мариана решават да подновят брачните си обети и тя го изненадва с новината, че е бременна.

## Награди и номинации
| Година | Церемония                  | Категория                         | Номинация                                                                          | Резултат   |
| ------ | -------------------------- | --------------------------------- | ---------------------------------------------------------------------------------- | ---------- |
| 2022   | Награди „Проду“            | Най-добра късометражна теленовела | Богатите също плачат                                                               | Печели     |
| 2022   | Награди „Проду“            | Най-добра режисура                | Луис Мансо и Павел Васкес                                                          | Номинирани |
| 2022   | Златни награди „TV Adicto“ | Най-добра сценография и реквизит  | Елуарт Барахас, Марио Санчес, Давид Сантяго Мартинес, Клаудия Рамос и Лаура Окампо | Печелят    |
| 2022   | Златни награди „TV Adicto“ | Най-добра злодейка                | Фабиола Гуахардо                                                                   | Печели     |
| 2022   | Златни награди „TV Adicto“ | Най-добро специално мъжко участие | Гилермо Гарсия Канту                                                               | Печели     |

## Версии
- Богатите също плачат, мексиканска теленовела от 1979 г., адаптирана от Мария Саратини, Валерия Филипс и Карлос Ромеро, режисирана от Рафаел Банкелс и продуцирана от Валентин Пимстейн за Телевиса, с участието на Вероника Кастро, Рохелио Гера и Росио Банкелс.
- Мария от квартала, мексиканска теленовела от 1995-1996 г., режисирана от Беатрис Шеридан и продуцирана от Анджели Несма Медина за Телевиса, с участието на Талия, Фернандо Колунга и Итати Канторал.
- Богатите също плачат, бразилска теленовела от 2005 г., продуцирана от Ес Би Ти, с участието на Марсио Киелинг и Тайс Ферсоса.
- Марина, американска теленовела от 2006-2007 г., продуцирана за Телемундо, с участието на Сандра Ечеверия, Маурисио Очман, Маноло Кардона и Айлин Мухика.

## В България
Премиерата на теленовелата в България е на 18 май 2023 г. по bTV Lady, като последният епизод е излъчен на 9 август 2023 г. Второто излъчване на теленовелата започва на 1 август 2024 г. по bTV Story и приключва на 23 октомври 2024 г. Ролите озвучават актьорите Даниела Горанова, Мина Костова, Петър Бонев, Виктор Иванов и Емил Емилов. Преводачи са Румяна Попова, София Стоянова, Мадлена Радева и Боряна Нейкова, тонрежисьори са Светослав Димитров, Евгени Желязков, Калоян Гетов и Михаил Бозев, а режисьор на дублажа е Тодор Георгиев. Обработката е на Саунд Сити Студио.